# Osteomalazie
Die Osteomalazie, Knochenweiche oder Knochenerweichung ist eine schmerzhafte Erweichung (Malazie) der Knochen (Ossa) durch eine Störung des Knochenstoffwechsels (gestörte Verknöcherung bei normaler Osteoidbildung), beim Erwachsenen meist durch einen Vitamin-D- oder Calcium-Mangel ausgelöst. Im Kindesalter ist die Rachitis das häufigste Krankheitsbild einer Osteomalazie. Durch eine unzureichende Mineralisierung der Knochen-Grundsubstanz kommt es bei der Osteomalazie zu einer zunehmenden Biegsamkeit und Deformierung der Knochen sowie zu dumpfen Schmerzen, teilweise zu pathologischen Frakturen.

## Ursachen
Bei der Osteomalazie (älter auch Osteomalacie) handelt es sich um eine durch einen Mangel an chemischen Stoffen verursachte sekundäre Ossifikationsstörung. Histologisch zeichnet sich die Osteomalazie durch ein abnorm hohes Verhältnis der weichen Knochenmatrix zum mineralisierten Knochen aus. Es sind über 30 Ursachen und verwandte Krankheiten bekannt. Die wichtigsten Ursachen neben dem Vitamin-D-Mangel sind:
- Vitamin-D-Hormon-Stoffwechselstörungen
- (Chronisches) Nierenversagen, renale tubuläre Funktionsstörungen, z. B. Phosphatdiabetes bei Kindern
- Phosphatasemangel (Hypophosphatasie)
- Knochenmatrixstörungen
- Fluoridtherapie
- Therapie mit Fumarsäure
- Tumor-bedingte (onkogene) Osteomalazie als paraneoplastisches Syndrom durch einen Tumor, der den phosphaturischen Fibroblasten-Wachstumsfaktor 23 (FGF23) produziert und hierdurch zu einer Hypophosphatämie führt. Meist handelt es sich um Karzinome, hämatologische Tumoren (Leukämien u. a.) oder mesenchymale Tumoren, die in 75 % gutartig sind und oft schwer zu lokalisieren sind.[1]
- Aluminium kann zu einer Kalziumverdrängung im Zellstoffwechsel führen, wodurch Instandhaltung oder Entwicklung der Knochen beeinträchtigt werden kann[2][3][4].

## Vitamin-D-Mangel
Durch den Vitamin-D-Mangel entsteht oftmals auch eine Muskelschwäche, und im Rahmen der Osteomalazie eine erhöhte Knochenbruchgefahr, besonders für Schenkelhalsfrakturen. Darüber hinaus scheint Vitamin-D-Mangel auch das Risiko und die Ausprägung zahlreicher chronischer Krankheiten, wie Tumorleiden, Autoimmunerkrankungen, Infektionskrankheiten und kardiovaskulärer Krankheiten zu erhöhen.
Mit der Osteomalazie ist vor allem bei älteren Menschen eine Osteoporose assoziiert. Besonders oft findet sich ein Vitamin-D-Mangel bei Bewohnern von Altenheimen, aber prinzipiell auch häufig bei älteren Menschen allgemein. Studien zeigten einen Mangel bei 40–100 % der über 65-jährigen Männer und Frauen in Europa und in den USA. Daneben haben auch Jugendliche und schwangere oder stillende Frauen ein erhöhtes Risiko eines Vitamin-D-Mangels.

## Diagnose
Leitsymptom ist ein generalisierter oder lokaler Knochenschmerz, der dumpf und anhaltend ist. Man vermutet eine Schmerzentstehung im Bereich der Knochenhaut (Periost), die gut innerviert ist. Durch Anschwellen der durch den Vitamin-D-Mangel nicht mineralisierten Gelatin-Matrix unter der Knochenhaut werde diese angehoben und hierdurch die Schmerzen ausgelöst. Hinweisend ist eine deutliche Schmerzprovokation bei moderatem Druck auf das Brustbein (Sternum) oder die Schienbeinkante, der normalerweise nicht schmerzhaft ist. In einer amerikanischen Studie wurde bei 93 % der Patienten zwischen 10 und 65 Jahren, die sich wegen unspezifischer Muskel- und Knochenschmerzen vorstellten, ein Vitamin-D-Mangel festgestellt.
Osteomalazie durch Röntgen zu diagnostizieren kann schwierig sein. Manche Befunde wie Osteopenie oder Vergröberung der Trabekel sind sehr unspezifisch und für die Diagnose wenig hilfreich. Im Allgemeinen ist alles, was man sieht, eine diffuse Osteopenie, die genauso aussieht wie bei Osteoporose-Patienten. In seltenen Fällen ist auf Röntgenaufnahmen eine spezifischere Ausbildung der unmineralisierten Knochenmatrix zu erkennen. Gelegentlich sieht man gebogene Knochen bei erwachsenen Patienten. Im Allgemeinen aber ist die Knochenbiopsie für die Diagnose von Osteomalazie viel hilfreicher als das Röntgenbild. Schleichende Ermüdungsbrüche (Pseudofrakturen) können auch per Magnetresonanztomographie sichtbar gemacht werden. Andererseits hilft auch eine Laborbestimmung des Vitamin-D-Spiegels bzw. des 25-Hydroxyvitamin-D, einen Mangel zu erkennen. Ebenso die Ermittlung der bekannten Laborparameter bei anderen Knochenstoffwechselstörungen (etwa die alkalische Phosphatase bei der Hypophosphatasie).
Eine spezifische Manifestation der Osteomalazie ist eine schleichende pathologische Fraktur besonders an Knochenstellen, die einer Biegebeanspruchung unterliegen. Dabei bildet sich eine sog. Looser-Zone, eine Frakturlinie in der biegebeanspruchten Knochenrinde (Corticalis) mit umgebender Sklerosierung (bandförmige Aufhellung quer zur Knochenlängsachse, unscharfe Spongiosazeichnung), die sich bis zu einer kompletten Fraktur ausweiten kann und zu lokalisierbaren Schmerzen, Schonhinken und Bewegungseinschränkung führt. Häufige Stellen sind der innere Rand des Schenkelhalses (Adam-Bogen), die innere Knochenrinde von Oberschenkel (Femur) und Unterschenkel-Vorderkante, seltener auch das Schulterblatt oder der Oberarmknochen (Humerus). Neben der Grundtherapie des Vitamin-D-Mangels sind meist eine Entlastung und eine Schmerztherapie ausreichend. Kommt eine Therapie mit Vitamin D und Kalzium nicht in Frage (z. B. bei der Hypophosphatasie), ist oft eine prophylaktische Versorgung der Röhrenknochen mit Marknägeln sinnvoll.

## Behandlung und Vorbeugung
Um 1887 heilte Hermann Fehling die Osteomalazie durch Kastration. Die Behandlung erfolgt heute durch die zusätzliche Aufnahme von Kalzium, Phosphat und Vitamin D. Sonnenbäder fördern die Bildung von Vitamin D in der Haut, Lebertran enthält viel Vitamin D. Prophylaktisch sollten Kinder und Jugendliche sowie Erwachsene bis 50 Jahre täglich 200 IE Vitamin D zu sich nehmen, 51–70-Jährige täglich 400 IE, und über 70-Jährige mindestens 600 IE Vitamin D. Neben diesen offiziellen Empfehlungen des amerikanischen Institute of Medicine empfehlen viele Experten besser 800–1000 IE Vitamin D pro Tag, wenn nicht ausreichend Sonnenexposition gewährleistet ist.
Da die Osteomalazie bei älteren Menschen oft von einer Osteoporose begleitet wird, muss auch diese ausreichend behandelt werden.

## Vitamin-D-Zufuhrempfehlungen
D-A-CH Referenzwerte der DGE, ÖGE, SGE/SVE
Die Deutsche Gesellschaft für Ernährung hat die empfohlene Aufnahmemenge für Vitamin D im Januar 2012 erhöht. Sie gibt diese nun als „Schätzwerte für eine angemessene Zufuhr bei fehlender endogener Synthese“ an; die bis 2012 geltenden „Zufuhrempfehlungen“ wurden ohne Berücksichtigung der Eigensynthese ausgesprochen und waren im Mittel um den Faktor 4 geringer. Im Jahr 2012 wurden die folgenden Werte veröffentlicht:
Säuglinge (0 bis unter 12 Monaten): 10 µg/Tag (Schätzwert)
Kinder (1 Jahr bis unter 15 Jahre): 20 µg/Tag
Jugendliche und Erwachsene (15 Jahre bis unter 65 Jahren): 20 µg/Tag
Erwachsene ab 65 Jahren: 20 µg/Tag
schwangere Frau: 20 µg/Tag
stillende Frau: 20 µg/Tag
Zusammengefasst: Alle Personen 20 µg/Tag, Säuglinge bis 1 Jahr alt, die Hälfte dieser Dosis.
1 µg = 40 Internationale Einheiten (IE); 1 IE = 0,025 µg
Die US-Gesundheitsorganisation Institute of Medicine (IOM) untersuchte zwischen 2008 und 2010 das bis dato vorhandene Datenmaterial über Vitamin D und seine Folgen für die menschliche Gesundheit. Ziel der Studie war es, konkrete, auf wissenschaftlichen Studien basierte Empfehlungen bezüglich Vitamin D zu geben. Die Studie ergab, dass gesundheitliche Vorteile über die Knochengesundheit hinaus für Vitamin-D-Werte höher als 20 μg/l wissenschaftlich umstritten sind. Der Tagesbedarf an Vitamin D wurde damit auf nicht mehr als 600 IE festgelegt, wobei die maximale tägliche Dosis auf 4.000 IE angehoben wurde. Die Empfehlung basiert auf dem Studium von mehr als 1000 Veröffentlichungen zu Vitamin D und ist damit die größte Vitamin-D-Untersuchung des letzten Jahrzehnts.